# Чемпионат Индонезии по волейболу среди женщин
Чемпионат Индонезии по волейболу среди женщин — ежегодное соревнование женских волейбольных команд Индонезии. Организаторами являются Ассоциация волейбола Индонезии (индон. Persatuan Bola Voli Seluruh Indonesia) и (с 2002 года) женская Пролига. С 2025 проходит по системе «зима—весна» (до этого — «весна—лето»).

## Формула соревнований
Чемпионат в сезоне 2025 года проходил с января по май и включал три этапа — предварительный, полуфинальный и финальный. На предварительной стадии 7 команд играли в два круга. 4 команды вышли в полуфинальную стадию, где провели двухкруговой турнир. По его итогам лучшие две команды вышли в финал, где разыграли первенство, остальные две в матче за 3-е место определили бронзового призёра.
В чемпионате 2025 приняли участие 7 команд: «Джакарта Попсиво Полван», «Джакарта Пертамина Эндуро», «Гресик Петрокемия» (Гресик), «Джакарта Электрик» (Джакарта), «Джакарта Ливин Мандири», «Бандунг Тандамата» (Бандунг), «Джокья Фэлконс» (Джокьякарта). Чемпионский титул выиграла «Джакарта Пертамина Эндуро», победившая в финале команду «Джакарта Попсиво Полван» 3:0. 3-е место занял «Гресик Петрокемия».

## Призёры (с 2002)
| Сезон | 1-е место                    | 2-е место                       | 3-е место                    |
| ----- | ---------------------------- | ------------------------------- | ---------------------------- |
| 2002  | «Джакарта Банк ДКИ»          | «Гресик Петрокимия»             | «Джакарта БНИ-46»            |
| 2003  | «Бандунг Банк Джабар»        | «Гресик Петрокимия»             | «Джакарта Банк ДКИ»          |
| 2004  | «Джакарта Электрик»          | «Джакарта Банк ДКИ»             | «Бандунг Банк Джабар»        |
| 2005  | «Джакарта БНИ-46»            | «Джакарта Электрик»             | «Бандунг Банк Джабар»        |
| 2006  | «Бандунг Банк Джабар»        | «Гресик Петрокимия»             | «Джакарта БНИ-46»            |
| 2007  | «Сурабая Банк Джатим»        | «Гресик Петрокимия»             | «Джакарта Электрик»          |
| 2008  | «Сурабая Банк Джатим»        | «Джакарта Электрик»             | «Джакарта БНИ-46»            |
| 2009  | «Джакарта Электрик»          | «Сурабая Банк Джатим»           | «Джакарта БНИ-46»            |
| 2010  | «Джакарта БНИ-46»            | «Джакарта Электрик»             | «Гресик Петрокимия»          |
| 2011  | «Джакарта Электрик»          | «Джакарта Попсиво Полван»       | «Гресик Петрокимия»          |
| 2012  | «Джакарта Попсиво Полван»    | «Джакарта Электрик»             | «Бонтанг Бадак»              |
| 2013  | «Джакарта Попсиво Полван»    | «Маноквари Валерия Папуа Барат» | «Гресик Петрокимия»          |
| 2014  | «Джакарта Пертамина Энерджи» | «Маноквари Валерия Папуа Барат» | «Джакарта Попсиво Полван»    |
| 2015  | «Джакарта Электрик»          | «Джакарта Попсиво Полван»       | «Джакарта Пертамина Энерджи» |
| 2016  | «Джакарта Электрик»          | «Джакарта Пертамина Энерджи»    | «Гресик Петрокимия»          |
| 2017  | «Джакарта Электрик»          | «Джакарта Пертамина Энерджи»    | «Гресик Петрокимия»          |
| 2018  | «Джакарта Пертамина Энерджи» | «Бандунг Банк Пакуан»           | «Джакарта Электрик»          |
| 2019  | «Джакарта Попсиво Полван»    | «Джакарта Пертамина Энерджи»    | «Джакарта БНИ-46»            |
| 2020  | чемпионат отменён            | чемпионат отменён               | чемпионат отменён            |
| 2021  | чемпионат отменён            | чемпионат отменён               | чемпионат отменён            |
| 2022  | «Бандунг Тандамата»          | «Гресик Петрокимия»             | «Джакарта Попсиво Полван»    |
| 2023  | «Бандунг Тандамата»          | «Джакарта Пертамина Энерджи»    | «Гресик Петрокимия»          |
| 2024  | «Джакарта БИН»               | «Джакарта Электрик»             | «Джакарта Попсиво Полван»    |
| 2025  | «Джакарта Пертамина Эндуро»  | «Джакарта Попсиво Полван»       | «Гресик Петрокимия»          |